# Bailo di Negroponte
Il bailo e capitano di Negroponte era il rappresentante della Repubblica di Venezia di stanza a Calcide (Negroponte) sull'isola di Eubea. Il bailo svolgeva un ruolo importante come mediatore e signore di fatto dei triarchi dell'Eubea, che avevano la loro residenza comune a Negroponte. Le triarchie furono create dalla divisione dell'isola fra tre governanti (triarchi) dopo la sua conquista a seguito della Quarta Crociata (1204).
Il titolo veneziano che deriva dal termine latino baiulus, che significa "portatore".

## Elenco dei Baili
- 1216–???? Pietro Barbo il Zanco[1]
- 1222–1224 Benedetto Falier[1]
- 1224–1252 ????
- 1252–1254 Leone Sanudo[1]
- 1254–1256 Paolo Gradenigo[1]
- 1256–1258 Marco Gradenigo[1]
- 1258 Tommaso Giustiniani[1]
- 1258–1261 Andrea Barozzi[1]
- 1261–1263 Andrea Barbarigo[1]
- 1263–1265 Nicolò Barbarigo[1]
- 1265–1266 Gilberto Dandolo[1]
- 1266–1267 Filippo Orio[1]
- 1268–1270 Andrea Dandolo[2] (Hopf lo inserisce nel 1268–1269[3])
- ? 1269–1271 Andrea Zeno[3]
- 1270–1271 Andrea Barozzi (non in Hopf)[2]
- 1271–1273 Nicolò Miglani[2][3]
- 1273–1274 Marco Bembo[2] (Hopf lo inserisce nel 1267–1268[1])
- 1273/4–1275 Vettore Dolfin[3]
- 1275–1276 Nicolò Quirini[3]
- ? 1276–1277 Andrea Dandolo Beretta[3]
- 1276–1277 Pietro Zeno[2] (Hopf lo inserisce nel 1277–1278[3])
- 1277–1279 Giacomo Dondulo[4] (non in Hopf)
- 1278–1280 Nicolò Morosini Rosso[3]
- 1280–1282 Nicolò Falier[3]
- 1282–1283 Andrea Zeno[3]
- 1283–1285 Giovanni Zeno[3]
- 1285–1287 Jacopo da Molino[3]
- 1287–1289 Marino Soranzo[3]
- 1289–1291 Marco Michieli[3]
- 1291–1293 Nicolò Giustiniani[3]
- 1293–1295 ????
- 1295–1297 Iacopo II Barozzi[3]
- 1297–1299 Francesco Contarini[3]
- 1299–1300 Giovanni da Canale[3]
- 1300–1302 Andrea Zeno[3]
- 1302–1304 Francesco Dandolo[3]
- 1304–1306 Pietro Mocenigo[3]
- 1306–1308 Pietro Quirini Pizzagallo[5]
- 1308–1310 Belletto Falier[5]
- 1310–1312 Luigi Morosini[5]
- 1312–1314 Enrico Dolfin[5]
- 1314–1316 Gabriele Dandolo[5]
- 1316–1317 Michele Morosini[5]
- 1317–1319 Francesco Dandolo (seconda volta)[5]
- 1319–1321 Lodovico Morosini
- 1321–1322 Gabriele Dandolo[5]
- 1322–1323 Marco Michieli[5]
- 1323–1325 Marino Faliero[5]
- 1325–1327 Marco Minotto[5]
- 1327–1329 Marco Gradenigo figlio del defunto Pietro[6]
- 1329–1331 Filippo Belegno[6]
- 1331–1333 Piero Zeno[6][7]
- 1333–1335 Belello Civran[6][8]
- 1335–1337 Nicolò Priuli[6][9]
- 1337 Pietro Quirini[6] (non presente in Rulers of Venice, 1332-1524)
- 1337–1338 Andrea Dandolo[10]
- 1338 Nicolò Priuli[11]
- 1339–1341 Benedetto da Molin[6][12]
- 1341–1343 Pancrazio Giustiniani[6]
- 1343–1345 Nicolò Gradenigo[6]
- 1345–1347 Marco Soranzo[13]
- 1347–1349 Giovanni Dandolo[13]
- 1349–1351 Tommaso Viaro[13]
- 1351–1353 Nicolò Quirini[13]
- 1353–1356 Michele Falier[13]
- 1356–1358 Giovanni Dandolo[13]
- 1358–1360 Pietro Morosini[13]
- 1360–1362 Fantino Morosini[13]
- 1362–1364 Pietro Gradenigo[14]
- 1364–1366 Domenico Michieli[14]
- 1366–1368 Giovanni Giustiniani[14]
- 1368–1370 Andrea Zeno[14]
- 1370–1372 Giovanni Dolfin[14]
- 1372–1374 Bartolommeo Quirini[14]
- 1374–1376 Pietro Mocenigo[14]
- 1376–1378 Andrea Barbarigo[14]
- 1378–1379 Carlo Zen[14]
- 1379–1381 Pantaleone Barbo[14]
- 1381–1383 Andrea Zeno[14]
- 1383–1384 Marino Storlado[14]
- 1384–1386 Fantino Giorgio[14]
- 1386–1387 Donato Trono[15]
- 1387–1389 Saracino Dandolo[15]
- 1389–1391 Guglielmo Quirini[15]
- 1391–1393 Gabriele Emo[15]
- 1393–1395 Andrea Bembo[15]
- 1395–1397 Carlo Zen (seconda volta)[15]
- 1397–1399 Giovanni Alberto[15]
- 1399–1401 Nicolò Valaresso[15]
- 1401–1402 Francesco Bembo[15]
- 1402–1403 Tommaso Mocenigo[15]
- 1403–1405 Bernardo Foscarini[15]
- 1405–1408 Francesco Bembo[15]
- 1408–1410 Nicolò Venier figlio del defunto Sergio[16]
- 1410–1412 Paolo Quirini figlio del defunto Romeo[16]
- 1412–1414 Benedetto Trevisani da San Barnaba[16]
- 1414–1416 Nicolò Giorgio figlio del defunto Bernardo[16]
- 1416–1418 Vidale Miani maggiore[16]
- 1418–1420 Nicolò Malipiero figlio del defunto Perazzo
- 1420–1422 Marco Cornaro
- 1422–1424 Daniele Loredano figlio del defunto Fantino[16]
- 1424–1425 Donato Arimondo maggiore[16]
- 1425–1427 Antonio Michieli maggiore[16]
- 1427–1429 Andrea Capello maggiore[16]
- 1429–1430 Nicolò Loredano figlio del defunto Fantino[17]
- 1430–1431 Luigi Polani (vicebailo)[17]
- 1431–1432 Andrea Gabrieli[17]
- 1432–1434 Maffio Donato figlio del defunto Marco[17]
- 1434–1436 Albano Sagredo maggiore[17]
- 1436–1438 Melchiorre Grimani maggiore[17]
- 1438–1440 Fantino Pisani maggiore[17]
- 1440–1442 Nicolò Buono figlio del defunto Alessandro[17]
- 1442–1444 Bertuccio Civrano figlio del defunto Pietro[17]
- 1444–1446 Matteo Barbaro figlio del defunto Antonio[17]
- 1446–1448 Vettore Duodo maggiore[17]
- 1448 Fantino Pisani[17]
- 1448–1451 Giovanni Malipiero figlio del defunto Perazzo[17]
- 1451–1453 Lorenzo Onorati maggiore[17]
- 1453–1454 Paolo Loredano[17]
- 1454–1456 Angelo da Pesaro figlio del defunto Nicolò[18]
  - 1454–1456 Carlo Morosini (capitano)[18]
- 1456–1459 Girolamo Bembo maggiore[18]
  - 1456–1458 Francesco Loredano (capitano)[18]
  - 1458–1460 Paolo Barbarigo figlio del defunto Nicolò (capitano)[18]
- 1459–1461 Leone Venier[18]
  - 1460–1462 Antonio Quirini figlio del defunto Quirino[18]
- 1461–1463 Leonardo Calbo figlio del defunto Zanotto[18]
  - 1462–1464 Giovanni Dandolo figlio del defunto Benedetto[18]
- 1463–1465 Fantino Giorgio figlio del defunto Giovanni[18]
  - 1464–1466 Giovanni Bembo figlio del defunto Ettore[18]
- 1465–1468 Francesco Gradenigo figlio del defunto Jacopo[18]
  - 1466–1467 Giovanni Bondumier figlio del defunto Antonio (capitano)[18]
  - 1467–1469 Nicolò da Canale (capitano)[18]
- 1468–1470 Paolo Erizzo figlio del defunto Marco[18]
  - 1469–1470 Luigi Calbo figlio del defunto Zanotto (capitano)[18]